# Giovanni Bernardino Bonifacio
Giovanni Bernardino Bonifacio (Napoli, 25 aprile 1517 – Danzica, 24 marzo 1597) è stato un umanista italiano.

## Biografia
Il duca di Oria Giovanni Bernardino Bonifacio, nato da una nobile famiglia del Regno di Napoli con tradizioni culturali e frequentazioni letterarie, è stato un noto umanista, vicino al pensiero di Erasmo da Rotterdam e alla rivendicazione della riforma della chiesa cattolica nel XVI secolo. Perseguitato dai fautori della controriforma ha vissuto in Francia, in Inghilterra e in Prussia, è morto a Danzica lasciando alla città un considerevole patrimonio librario.
Mentre era a Basilea, stampò (1553) a sue spese il De situ Iapygiae dell'umanista salentino Antonio De Ferrariis (scritto nel 1510-11 ma che circolò a lungo manoscritto), che fu per secoli il più autorevole trattato storico-geografico sul Salento.